# 新選組 鳥羽・伏見の戦い戦死者
本項では、新選組に所属した隊士のうち、鳥羽・伏見の戦いにおいての戦死者及び脱走者について列挙する。

## 鳥羽・伏見の戦い
鳥羽・伏見の戦いとは、1868年1月3日から6日まで、長州や薩摩の官軍と、新選組を含む旧幕府軍が戦った戦いの事である。

## 戦死者及び脱走者
- 宮川数馬（3日に伏見で戦死）
- 和田重郎（4日に伏見で戦死）
- 中村吉六（4日に伏見で脱走）
- 高山次郎（4日に伏見で脱走）
- 玉川将之介（5日に淀千両松で脱走）
- 井上源三郎（5日に淀千両松で戦死）
- 今井祐次郎（5日に淀千両松で戦死）
- 真田四目之進（5日に淀千両松で戦死）
- 桜井数馬（5日に淀千両松で戦死）
- 諏訪市二郎（5日に淀千両松で戦死）
- 逸見勝三郎（5日に淀千両松で戦死）
- 青柳牧太夫（6日に橋本で戦死）
- 宿院良蔵（6日に橋本で戦死）
- 坂本平三（6日に橋本で戦死）
- 向館登（6日に橋本で戦死）
- 山崎丞（5日に淀千両松で負傷、13日に高熱により病死（異説あり））

## 関連事項
- 新選組 戊辰戦争戦死者（脱走者）
- 戊辰戦争
- 鳥羽・伏見の戦い
- 富士山丸